# Z37 (駆逐艦)
Z37はドイツ海軍の駆逐艦。1936A型。

## 艦歴
1941年2月24日進水。1942年7月16日就役。
1943年1月、ノルウェーへ移動する巡洋戦艦シャルンホルスト、重巡洋艦プリンツ・オイゲンの護衛に従事。しかし、偵察機に発見されたためこの移動は途中で中止された。
3月、フランスへ進出。同月6日、ル・アーヴルで座礁。修理後、封鎖突破船ヒマラヤ (Himalaya) 、ピエトロ・オルセオロ (Pietro Orseolo) の護衛に従事。
12月、封鎖突破船オゾルノ (Osorno) の護衛に従事。同月27日、封鎖突破船アルステルウーファー (Alsterufer) の護衛に出撃し、28日にZ37を含む駆逐艦5隻、水雷艇6隻のドイツ艦隊はイギリス軽巡洋艦グラスゴー、エンタープライズと交戦、駆逐艦Z27と水雷艇T25、T26が撃沈された。
1944年1月30日、ボルドー沖で駆逐艦Z23、Z32との訓練中にZ32と衝突。大破しボルドーに曳航されたが修理はされなかった。1944年8月24日退役、処分される。
1949年解体。